# Thomas Degand
Thomas Degand (13 de mayo de 1986) es un ciclista profesional belga.
Debutó en 2007 y entre 2009 y 2020, a excepción del año 2015, compitió en el equipo de su país Circus-Wanty Gobert.

## Palmarés
2009
- Vuelta a Lieja, más 1 etapa

2010
- Flecha de las Ardenas
- Circuito de Hainaut

2014
- 1 etapa del Tour de Gévaudan Languedoc-Roussillon

2017
- Tour de Jura[1]

## Resultados en Grandes Vueltas
| Carrera | Carrera         | 2007 | 2008 | 2009 | 2010 | 2011 | 2012 | 2013 | 2014 | 2015 | 2016 | 2017 | 2018 | 2019 | 2020 |
| ------- | --------------- | ---- | ---- | ---- | ---- | ---- | ---- | ---- | ---- | ---- | ---- | ---- | ---- | ---- | ---- |
|         | Giro de Italia  | —    | —    | —    | —    | —    | —    | —    | —    | —    | —    | —    | —    | —    | —    |
|         | Tour de Francia | —    | —    | —    | —    | —    | —    | —    | —    | —    | —    | 34.º | 54.º | —    | —    |
|         | Vuelta a España | —    | —    | —    | —    | —    | —    | —    | —    | Ab.  | —    | —    | —    | —    | —    |

—: no participa

Ab.: abandono

## Equipos
- Storez-Ledecq Matériaux (2007)
- Groupe Gobert.com.ct (2008)
- Veranda´s Willems/Accent Jobs/Wanty (2009-2014)
  - Veranda´s Willems (2009-2010)
  - Veranda´s Willems-Accent (2011)
  - Accent Jobs-Willems Veranda's (2012)
  - Accent Jobs-Wanty (2013)
  - Wanty-Groupe Gobert (2014)
- IAM Cycling (2015)
- Wanty (2016-2020)
  - Wanty-Groupe Gobert (2016-2018)
  - Wanty-Gobert Cycling Team (2019)
  - Circus-Wanty Gobert (2020)